# كولديب ياداف
كولديب ياداف (من مواليد 14 ديسمبر 1994) هو لاعب كريكيت هندي دولي. إنه لاعب بولينج غير تقليدي وهو ضارب قادر على الرتبة المنخفضة يلعب لصالح الهند وأوتار براديش في لعبة الكريكيت المحلية. لقد لعب لفريق الكريكيت الهندي تحت 19 عامًا ولعب في كأس العالم للكريكيت 2014 تحت 19 عامًا .  ولقد أصبح أول لاعب بولينج يسجل هاتريك في لعبة الكريكيت الدولية. ، وأصبح ايضا ياداف أسرع لاعب بولينج في الهند،

## روابط خارجية
- Kuldeep Yadav at ESPNcricinfo
- Kuldeep Yadav نسخة محفوظة 28 فبراير 2015 على موقع واي باك مشين.'s profile page on Wisden